# Two Men and a Girl (film, 1912)
Pour les articles homonymes, voir Two Men and a Girl.
Ne doit pas être confondu avec Two Men and a Woman.
Pour plus de détails, voir Fiche technique et Distribution.
Two Men and a Girl est un film muet américain réalisé par Otis Thayer et sorti en 1912.

## Fiche technique
- Titre : Two Men and a Girl
- Réalisation : Otis Thayer
- Scénario : Otis Thayer
- Producteur :  William Selig
- Société de production : Selig Polyscope Company
- Société de distribution : General Film Company
- Pays d'origine :  États-Unis
- Langue : film muet avec les intertitres en anglais
- Format : Noir et blanc — 35 mm — 1,33:1 — Muet
- Genre : Film dramatique
- Durée : 10 minutes
- Dates de sortie : 
  - États-Unis : 9 janvier 1912

## Distribution
- Rex De Rosselli
- William Duncan
- Charles Canterbery
- Myrtle Stedman
- E.H. Perry
- Frank Nash
- Charles Tipton